# جيمس جوزيف ليندسي
جيمس جوزيف ليندسي (بالإنجليزية: James J. Lindsay)‏ هو عسكري أمريكي، ولد في 10 أكتوبر 1932 في بورتاغ في الولايات المتحدة.